# Pružanj
Pružanj (en serbe cyrillique : Пружањ) est un village de Serbie situé dans la municipalité de Tutin, district de Raška. Au recensement de 2011, il comptait 142 habitants.

## Démographie
| 1948 | 1953 | 1961 | 1971 | 1981 | 1991 | 2002 | 2011 |
| ---- | ---- | ---- | ---- | ---- | ---- | ---- | ---- |
| 325  | 372  | 375  | 295  | 348  | 314  | 202  | 142  |

|  |